# Selje stift
Selje stift var, vid sidan av Nidaros stift och Oslo stift, ett av de tre första norska biskopsdömena som 1068 inrättades av det romersk-katolska ärkestiftet Hamburg-Bremen. 1170 flyttades stiftet till Bergen. Att stiftet kom att etableras just här hänger samman med Sunnivalegenden, där helgonen sägs ha landstigit på ön Selja. På Selja fanns även Selje kloster.
På 1930-talet vigdes den romersk-katolske prästen Olaf Offerdahl som titulärbiskop av Selja.

## Källförteckning
1. ↑  ”Selje kloster” (på norska). Store norske leksikon. 20 augusti 2020. https://snl.no/Selje_kloster. Läst 10 december 2021.
2. ↑  ”Olaf Offerdahl” (på norska). Den katolske kirke. 21 januari 2010. http://www.katolsk.no/biografier/innenriks/oofferdahl. Läst 10 december 2021.